# هاينس فـان دير بروجين
هاينس فـان دير بروجين هو لاعب كرة قدم بلجيكي في مركز الوسط، ولد في 1 أبريل 1993 في الست في بلجيكا. شارك مع منتخب بلجيكا تحت 17 سنة لكرة القدم ومنتخب بلجيكا تحت 19 سنة لكرة القدم ومنتخب بلجيكا تحت 21 سنة لكرة القدم. أما مع النوادي، فقد لعب مع نادي غينت.

## وصلات خارجية
- هاينس فـان دير بروجين على موقع الاتحاد البلجيكي (الإنجليزية)
- هاينس فـان دير بروجين على موقع قاعدة بيانات كرة القدم.إي يو (الإنجليزية)
- هاينس فـان دير بروجين على موقع Soccerway.com (الإنجليزية)
- هاينس فـان دير بروجين على موقع AS.com (الإسبانية)